# Badkuhi
Badkuhi è una suddivisione dell'India, classificata come census town, di 10.764 abitanti, situata nel distretto di Chhindwara, nello stato federato del Madhya Pradesh. In base al numero di abitanti la città rientra nella classe IV (da 10.000 a 19.999 persone).

## Geografia fisica
La città è situata a 22° 08' 47 N e 78° 43' 28 E.

## Società

### Evoluzione demografica
Al censimento del 2001 la popolazione di Badkuhi assommava a 10.764 persone, delle quali 5.594 maschi e 5.170 femmine. I bambini di età inferiore o uguale ai sei anni assommavano a 1.174, dei quali 602 maschi e 572 femmine. Infine, coloro che erano in grado di saper almeno leggere e scrivere erano 7.725, dei quali 4.460 maschi e 3.265 femmine.